# 이명한 (연출가)
이명한(1970년 6월 17일 ~ )은 대한민국의 프로듀서 출신 CED이다.
KBS 해피선데이 총괄 프로듀서로 재직하다가, 영국 런던대학교 골드스미스 컬리지에서 1년간 뮤지컬 공부하기 위해 유학을 떠났다고 알려졌으나 제작 일선에서 물러나고 KBS 윗선과의 마찰 등으로 강제로 유학 보낸 후 한직으로 발령냈다. 전  tvN 본부장과 티빙 공동대표를 거쳐 이우정 작가가 설립한 에그이즈커밍 상임 공동대표를 맡고 있다.

## 학력
- 1989년 운호고등학교 졸업
- 1995년 경희대학교 경영학 학사

## 경력
- KBS 공채 22기 프로듀서 입사
- KBS 예능 제작국 해피선데이팀장
- 2011년 3월 ~ 2013년 11월 : CJ E&M 예능국 프로듀서
- 2013년 11월 ~ 2014년 9월 : tvN 제작기획총괄국 국장
- 2014년 10월 ~ 2018년 6월 : tvN 본부장
- 2015년 9월 : O tvN 본부장
- 2019년 1월 : CJ ENM 미디어콘텐츠본부장 겸 미디어제작사업부장
- 2021년 3월 ~ 2022년 5월: 티빙 공동대표이사
- 2023년 1월 ~ : 에그이즈커밍 PD 겸 공동대표[1]

## 연출한 프로그램
- 《자유선언 토요대작전 - 산장미팅 장미의 전쟁》 기획
- 《스타골든벨》 기획
- 《윤도현의 러브레터》 기획
- 《해피선데이 - 준비됐어요》 기획
- 《해피선데이 - 하이파이브》 기획
- 《해피선데이 - 불후의 명곡》 기획
- 《해피선데이 - 남자의 자격》 기획
- 《해피선데이 - 1박 2일》 기획
- 《더 로맨틱》 기획
- 《응답하라 1997》 기획
- 《세 얼간이》 기획
- 《꽃보다 할배》 기획
- 《하정우 부라더스》 기획
- 《꽃보다 누나》 기획
- 《응답하라 1994》 기획
- 《응답하라 1988》 기획
- 《렛츠고 시간탐험대》 기획

## 수상
- 2009년 KBS 연예대상 시청자가 뽑은 최고의 프로그램상
- 2009년 제10회 방송인상 방송제작 부문
- 2008년 한국방송대상 연예오락부문 최우수프로그램상
- 2008년 KBS 연예대상 시청자가 뽑은 최우수프로그램상
- 2008년 제15회 대한민국 연예예술상 최우수프로그램상
- 2008년 무비위크 선정 창조적인 엔터테이너 50인
- 2007년 KBS 연예대상 쇼오락부문 최우수 코너상

## 기타
이명한 PD는 야구광으로 유명하다. 또한 식성도 매우 좋아 《1박 2일》 제2회 혹서기 대비캠프에서는 4분안에 짬뽕을 거의 다 먹는 모습도 보여주었다. 1박 2일 출연자들에게는 '토 나올 때까지 찍는다' 하여 '토감독님'이라고 불렸다.
특히, 식성에 대한 다른 일화로 이PD는 대학 복학생 시절 써클 후배들과 술을 마시곤 할 때 맥주를 섭취하는 양이 신체 부피보다 더하는 등 물리적으로 불가능한 모습을 보일 때가 많았다. 이에 그의 후배들은 이명한PD가 운기조식을 통해 음주중에 발가락 끝으로 술을 배출하는 초식을 보유했다는 의혹을 제기하곤 했다.
이명한 PD는 간혹 대학 써클 후배들과의 술자리에서 취기가 오르면 농담반 진담반으로 "나 연출 잘해" 등의 발언을 할 때가 있으나, 이때 그에게 돌아 오는 대답은 "생긴거에 비해 잘해" 류의 반응이다.

## 같이 보기
- 신원호
- 나영석
- 이우정
- 강호동
- 김C
- 이수근
- 은지원
- MC몽
- 김종민
- 이승기
- 김태호
- 유호진
- 이경규
- 김국진
- 김태원
- 이윤석
- 김성민
- 이정진
- 윤형빈
- 신보라
- 박칼린